# Різниця квадратів двох виразів
У математиці різниця квадратів двох виразів — це квадрат числа, віднятий від іншого квадрата числа. Є однією з формул скороченого множення. В елементарній алгебрі кожна різниця квадратів може бути розкладена на множники відповідно до тотожності
{\displaystyle a^{2}-b^{2}=(a+b)(a-b)}.

## Доведення

### Алгебраїчне доведення
Доведення тотожності є простим. Розглянемо добуток суми та різниці двох виразів a і b, застосуємо розподільний закон множення відносно додавання та віднімання, матимемо
{\displaystyle (a+b)(a-b)=a^{2}-b^{2}}
Відповідно до переставного закону множення два середні доданки взаємознищуються:
{\displaystyle a^{2}+ba-ab-b^{2}}.
звідки матимемо, що
{\displaystyle ba-ab=0}.
Отримана тотожність є однією з найбільш часто використовуваних у математиці. Серед багатьох застосувань вона дозволяє легко довести нерівність середнього арифметичного та геометричного для двох змінних.
Доведення справедливе в будь-якому комутативному кільці.
І навпаки, якщо ця тотожність виконується в кільці R для всіх пар елементів a і b, то R є комутативним. Щоб переконатися у цьому, застосуємо розподільний закон множення до правої частини рівності та отримаємо
{\displaystyle (a+b)(a-b)=a^{2}+ba-ab-b^{2}}
{\displaystyle ba-ab=0}
для всіх пар a, b, тому R є комутативним.

### Геометричне доведення
Різницю двох квадратів також можна проілюструвати геометрично як різницю площ двох квадратів у двовимірному просторі. На рисунку зафарбована частина представляє різницю між площами двох квадратів, тобто {\displaystyle a^{2}-b^{2}}. Площу зафарбованої частини можна знайти як суму площ двох прямокутників: {\displaystyle a(a-b)+b(a-b)}, який можна розкласти на множники способом винесення спільного множника за дужки й отримати {\displaystyle (a+b)(a-b)}, тому {\displaystyle a^{2}-b^{2}=(a+b)(a-b)}.
Розглянемо інше геометричне доведення. Нехай задано фігуру, показану на першому рисунку нижче, яка утворена видаленням з великого квадрата меншого квадрату. Сторона великого квадрата дорівнює a, а сторона вилученого меншого квадрата дорівнює b. Площа зафарбованої фігури становить {\displaystyle a^{2}-b^{2}}. Зробимо розріз, який розділить фігуру на дві прямокутні частини, як показано на другому рисунку. Більший прямокутник у верхній частині має ширину a і висоту a-b. Менший прямокутник внизу має ширину a-b і висоту b. Тепер менший прямокутник від'єднаємо, повернемо та розмістити праворуч від більшого прямокутника. У цьому новому розташуванні, показаному на останній діаграмі нижче, два прямокутники разом утворюють прямокутник, ширина якого дорівнює {\displaystyle a+b}, а висота {\displaystyle a-b}. Площа цього прямокутника дорівнює {\displaystyle (a+b)(a-b)}. Оскільки цей прямокутник утворився в результаті перегрупування вихідної фігури, він повинен мати ту саму площу, що й початкова фігура, тому {\displaystyle a^{2}-b^{2}=(a+b)(a-b)}.

## Використання

### Розкладання многочленів на множники та спрощення виразів
Формула різниці квадратів двох виразів може бути використана для розкладання многочленів, які містять різницю квадратів двох виразів. Наприклад, многочлен {\displaystyle x^{4}-1} можна розкласти наступним чином:
{\displaystyle x^{4}-1=(x^{2}+1)(x^{2}-1)=(x^{2}+1)(x+1)(x-1)}
Ще один приклад застосування формули такий. Перші два компоненти виразу {\displaystyle x^{2}-y^{2}+x-y} можна розкласти як {\displaystyle (x+y)(x-y)}, тому маємо:
{\displaystyle x^{2}-y^{2}+x-y=(x+y)(x-y)+x-y=(x-y)(x+y+1)}
Крім того, цю формулу також можна використовувати для спрощення виразів:
{\displaystyle (a+b)^{2}-(a-b)^{2}=(a+b+a-b)(a+b-a+b)=(2a)(2b)=4ab}

### Сума двох квадратів на множині комплексних чисел
Різниця двох квадратів використовується для знаходження лінійних множників суми двох квадратів за допомогою комплексних коефіцієнтів.
Наприклад, розкладання на лінійні множники двочлена {\displaystyle z^{2}+4} можна здійснити за допомогою різниці двох квадратів:
{\displaystyle z^{2}+4}
{\displaystyle =z^{2}-4i^{2}} (оскільки {\displaystyle i^{2}=-1})
{\displaystyle =z^{2}-(2i)^{2}}
{\displaystyle =(z+2i)(z-2i)}
Отже, лінійними множниками двочлена є {\displaystyle (z+2i)} і {\displaystyle (z-2i)}.
Оскільки два множники, знайдені цим методом, є спряженими, ми можемо використати цей підхід як метод множення комплексних чисел, щоб отримати дійсне число. Це використовується для отримання дійсних знаменників у комплексних дробах.

### Звільнення від ірраціональності у знаменнику дробу
Різницю квадратів двох виразів також можна використовувати для звільнення від ірраціональності у знаменнику. Цей метод дозволяє позбутися коренів із виразів (або принаймні перемістити їх у чисельник), він застосовується, коли знаменники дробів містять квадратні корені.
Наприклад, позбутися ірраціональності у знаменнику {\displaystyle {\dfrac {5}{{\sqrt {3}}+4}}} можна таким чином:
{\displaystyle {\dfrac {5}{{\sqrt {3}}+4}}}
{\displaystyle ={\dfrac {5}{{\sqrt {3}}+4}}\times {\dfrac {{\sqrt {3}}-4}{{\sqrt {3}}-4}}}
{\displaystyle ={\dfrac {5({\sqrt {3}}-4)}{{\sqrt {3}}^{2}-4^{2}}}}
{\displaystyle ={\dfrac {5({\sqrt {3}}-4)}{3-16}}}
{\displaystyle 27\times 33=(30-3)(30+3)}
Як бачимо, замість ірраціонального знаменника {\displaystyle {\sqrt {3}}+4} ми отримали {\displaystyle 13}.

### Ментальна арифметика
Різницю квадратів двох виразів також можна використовувати для усних арифметичних обчислень. Якщо два числа, середнє арифметичне яких легко піднести до квадрата, потрібно швидко помножити, для цього можна використати різницю квадратів двох чисел.
Наприклад,
{\displaystyle {\begin{array}{lcl}(n+1)^{2}-n^{2}&=&((n+1)+n)((n+1)-n)\\&=&2n+1\end{array}}}
Використовуючи різницю квадратів двох чисел, обчислення {\displaystyle 27\times 33} можна виконати як
{\displaystyle a^{2}-b^{2}}, звідки {\displaystyle 30^{2}-3^{2}=891}.

### Різниця двох послідовних квадратних чисел
Різниця двох послідовних квадратних чисел {\displaystyle n^{2}} та {\displaystyle (n+1)^{2}}є сумою двох основ n і n +1. Це можна побачити наступним чином:
{\displaystyle {\begin{array}{lcl}(n+k)^{2}-n^{2}&=&((n+k)+n)((n+k)-n)\\&=&k(2n+k)\end{array}}}
Отже, різниця двох послідовних повних квадратів є непарним числом. Подібним чином різниця двох довільних квадратних чисел обчислюється так: Отже, різниця двох парних квадратних чисел кратна 4, а різниця двох непарних квадратних чисел кратна 8.

### Закон непарних чисел Галілея

Закон непарних чисел Галілея

Як інтерпретація різниці послідовних квадратів, закон непарних чисел Галілея стверджує, що відстань, яку долає об'єкт, що без опору падає під дією сталої сили тяжіння протягом послідовних рівних проміжкам часу, лінійно пропорційна непарним числам. Тобто, якщо тіло, що падає зі стану спокою, подолає певну відстань за довільний проміжок часу, то за наступні проміжки часу однакової довжини воно подолає відстань у 3, 5, 7 і т. д. разів більшу.
З рівняння для постійного прискорення пройдена відстань {\displaystyle s=ut+{\tfrac {1}{2}}at^{2}}З початкової швидкості {\displaystyle u=0,} постійного прискорення {\displaystyle a} (прискорення сили тяжіння без опору повітря) і часу, що минув {\displaystyle t,} випливає, що відстань {\displaystyle s} пропорційна {\displaystyle t^{2}} ({\displaystyle s\propto t^{2}}), таким чином, відстань від початкової точки є послідовними квадратами для цілих значень часу, що минув.

Кілька алгоритмів у теорії чисел і криптографії використовують різниці квадратів для знаходження множників цілих чисел і визначення складених чисел. Простим прикладом є метод факторизації Ферма, який розглядає послідовність чисел {\displaystyle x_{i}:=a_{i}^{2}-N}, де {\displaystyle a_{i}:=\left\lceil {\sqrt {N}}\right\rceil +i}. Якщо один із {\displaystyle x_{i}} дорівнює повному квадрату {\displaystyle b^{2}}, тоді {\displaystyle N=a_{i}^{2}-b^{2}=(a_{i}+b)(a_{i}-b)} є (потенційно нетривіальним) розкладом на множники числа {\displaystyle N}.
Цей метод можна узагальнити наступним чином. Якщо {\displaystyle a^{2}\equiv b^{2}} mod {\displaystyle N} і {\displaystyle a\not \equiv \pm b} mod {\displaystyle N}, тоді {\displaystyle N} складається з нетривіальних множників НСД{\displaystyle (a-b,N)} і НСД{\displaystyle (a+b,N)}. Це лежить в основі кількох алгоритмів розкладання на множники (таких як квадратичне решето) і може поєднуватися з тестом простоти Ферма, щоб отримати сильніший критерій простоти Міллера–Рабіна.

## Узагальнення

Вектори a (фіолетовий), b (блакитний) і a + b (сині) показані стрілками

Тотожність також виконується у гільбертовому просторі над полем дійсних чисел, наприклад, для скалярного добутку евклідових векторів:
{\displaystyle {\mathbf {a} }\cdot {\mathbf {a} }-{\mathbf {b} }\cdot {\mathbf {b} }=({\mathbf {a} }+{\mathbf {b} })\cdot ({\mathbf {a} }-{\mathbf {b} })}
Доведення аналогічне доведенню для виразів. Для окремого випадку, коли a і b мають однакові норми (тобто що їхні скалярні квадрати рівні), формула різниці квадратів аналітично демонструє той факт, що дві діагоналі ромба перпендикулярні. Це випливає з того, що ліва частина формули дорівнює нулю, що вимагає, щоб права частина також дорівнювала нулю, і тому скалярний добуток векторної суми a + b (довша діагональ ромба) та векторної різниці a - b (коротша діагональ ромба) має дорівнювати нулю, а це означає, що діагоналі перпендикулярні.

### Різниця двохn-х степенів

Наочне підтвердження відмінностей між двома квадратами та двома кубами

Якщо a і b — два елементи комутативного кільця, то
{\displaystyle a^{n}-b^{n}=(a-b){\biggl (}\sum _{k=0}^{n-1}a^{n-1-k}b^{k}{\biggr )}.}
Зверніть увагу, що другий множник виглядає подібно до біноміального розкладу {\displaystyle (a+b)^{n-1}}, але він не включає біноміальні коефіцієнти {\displaystyle {\binom {n-1}{k}}}.

## Історія
Відомо, що стародавні вавилоняни використовували різницю квадратів двох виразів для обчислення множення.
Наприклад,
93 × 87 = 90 2 − 3 2 = 8091
64 × 56 = 60 2 − 4 2 = 3584